# Soren Johansen
Soren Johansen es un economista y estadístico danés (nacido el 6 de noviembre de 1939), especializado en econometría.

## Biografía
Soren Johansen estudió estadística matemática en la Universidad de Copenhague, donde se licenció en 1964, y presentó su tesis doctoral, en 1974. Ha trabajado en el Instituto de estadística matemática de la Universidad de Copenhague desde 1969, como profesor desde 1989. Actualmente es miembro del Centro para la Investigación en Econometría de Series de Tiempo de la Universidad de Aarhus, CREATES, que es un centro de investigación líder en el área.
Soren Johansen alcanzó fama mundial por sus estudios sobre cointegración, donde propuso un método más general que el de Engle y Granger. Cuando dos variables están cointegradas, quiere decir que son variables integradas, unidas por una tendencia temporal común, de un orden de integración inferior al de las series. En los análisis de Engle y Granger, dicha tendencia común es un proceso simple. El enfoque de Johansen permite contrastar procesos más complejos o que incluyan más variables. 
Johansen fue el economista europeo más citado entre 1993 y 1996, según un estudio de R. Eichenberger y B. Frey (2000), y el más citado en revistas de economía durante la década de los noventa, según un estudio de T. Coupé (2003).

## Publicaciones

### Artículos
Soren Johansen: "Statistical Analysis of Cointegration Vectors". Journal of Economic Dynamics and Control, 1988.
- Soren Johansen y K. Juselius: "Maximum Likelihood Estimation and Inference on Cointegration – with Applications to the Demand for Money". Oxford Bulletin of Economics and Statistics 52, 169-210
- Soren Johansen: "Estimation and Hypothesis Testing of Cointegration Vectors in Gaussian Vector Autoregressive Models". Econometrica 59, 1551-1580